# Vincent Reynouard
Vincent Reynouard (nacido el 18 de febrero del 1969) es un ingeniero químico, profesor de matemáticas, historiador y autor de ensayos, vídeos y documentales francés.

## Biografía
Ha sido encarcelado en Francia por sus escritos sobre la Segunda Guerra Mundial. La ley en Francia es llamada "Ley Gayssot" (en honor al diputado comunista Jean-Claude Gayssot). Su trabajo revisionista ha ganado notoriedad en relación con la masacre de Oradour-sur-Glane. 
Según Vincent Reynouard: "Nosotros debemos fijarnos en lo mejor que el Nacionalsocialismo nos ha dado y brindado con el fin de alcanzarlo y forjar una doctrina que sea capaz de salvar nuestro Viejo Continente".

### Negacionismo y fundamentalismo católico
En 1991, Reynouard fue condenado por distribuir literatura de negación del Holocausto. Reynouard había dado a los estudiantes de secundaria materiales "cuestionando la existencia de las cámaras de gas". Fue juzgado junto con Remi Pontier, siendo las dos primeras personas condenadas en virtud de la Ley. Ambos eran miembros del neonazi Partido Nacionalista Francés y Europeo. Aunque fue condenado, se le permitió continuar enseñando matemáticas en una escuela secundaria de Honfleur, Normandía hasta 1997, cuando fue suspendido después de que se descubrió que "estaba usando la computadora de la escuela para archivar documentos negando el Holocausto y la máquina de fax para enviar los escritos a sus seguidores" y "dando a sus estudiantes ecuaciones estadísticas sobre la tasa de mortalidad en los campos de concentración nazis".
En el otoño de 2000, Reynouard se afilió al Vrij Historisch Onderzoek, un grupo belga de negación del Holocausto y simpatizante de los nazis. En ese momento, Reynouard estaba siendo investigado por las autoridades francesas, y había elegido exiliarse en Bélgica, donde se instaló con un grupo fundamentalista católico en Ixelles, Bruselas, con estrechos vínculos con la Fraternidad San Pío X. Reynouard dirigió las operaciones en francés del grupo.
En 2004, Reynouard fue condenado por un tribunal francés por crímenes bajo la Ley Gayssot de 1990 por distribuir un panfleto y un videocasete que cuestionaba la masacre de Oradour-sur-Glane, en la que muchos aldeanos franceses fueron asesinados. Fue condenado a 24 meses de prisión, de los cuales 18 meses fueron suspendidos.
En 2005, Reynouard envió por correo un folleto de 16 páginas titulado "¿Holocausto? Lo que se te oculta" a cámaras de comercio, museos y ayuntamientos de toda Francia. El panfleto afirmaba que el Holocausto era "propaganda".  Como resultado, en 2007 Reynouard fue condenado a un año de prisión y multado con 10.000 euros.
En noviembre de 2015, Reynouard fue juzgado ante un tribunal de Normandía por negar el Holocausto en publicaciones de Facebook. Reynouard, que eligió representarse a sí mismo en el juicio, fue condenado a dos años de cárcel; la sentencia fue aumentada debido a las condenas previas de Reynouard.
En noviembre de 2022, Reynouard fue arrestado en Escocia, después de haber huido de Francia en un intento de evadir dos penas de prisión, dictadas por las autoridades francesas en noviembre de 2020 y enero de 2021, respectivamente. En el momento de su arresto, Reynouard vivía bajo una identidad falsa en Anstruther, donde supuestamente había estado trabajando como tutor privado.

## Publicaciones
- Les camps de concentration allemands, 1941-1945
- Les responsabilités des vainqueurs de 1918
- La vérité sur les clichés pris en 1945 à la libération des camps
- La sélection des juifs à Auschwitz
- Le Massacre d'Oradour. Un demi-siècle de mise en scène, 1997